# Carolina Reaper
Carolina Reaper, oprindeligt navngivet HP22BNH7, er en chilifrugt af sorten C. chinense. Den er opdrættet i et Rock Hill, South Carolina-drivhus af Ed Currie, der driver PuckerButt Pepper Company i Fort Mill, South Carolina. I 2013 blev den vurderet som verdens stærkeste chili, men blev i 2023 overgået af Pepper X (en) i henhold til Guinness World Records. Den er en krydsning mellem en Naga Viper (en tidligere verdensrekordholder) og en rød habanero. Den har et gennemsnit på 1,569,300 på Scoville-skalaen med topniveauer på over 2.200.000 Scoville Heat Units (SHU). Der er mange YouTube-udfordringer om at spise disse Carolina Reapers. På den 2. årlige New York Hot Sauce Expo den 30. marts 2014 blev Ed Currie præsenteret med sin verdensrekord ved Guinness World Records og en chilismagningskonkurrence blev afholdt, hvor den hurtigste tid til at spise tre Carolina Reapers blev bestemt med en ny Guinness-verdensrekord på 12.23 sekunder ved Russel Todd. Rekorden blev senere slået af Jason McNabb, som gjorde det på 10.95 sekunder den 18. september 2014.